# Weverslose Schans
De Weverslose Schans was een boerenschans in de gemeente Venray in Nederlands Limburg. De schans lag ten zuiden van Merselo en ten noorden van Weverslo in het Loobeekdal nabij de Loobeek.

## Geschiedenis
Het jaar waarin de schans precies aangelegd werd is niet bekend. De schans werd gebruikt door lokale inwoners om zich in tijd van oorlog en rondtrekkende dievenbenden terug te kunnen trekken.
Rond 1925 werd de oude Weverslose Schans geslecht met de ontginning van de Peel.
In de 21e eeuw werd niet ver van de oude locatie van de schans deze gereconstrueerd door stichting Loobeek. Op 18 september 2022 werd de schans officieel geopend.

## Constructie
De schans bestaat uit een aarden wal met een vijfzijdig plattegrond, op de hoeken bevinden zich hoekbastions en er is een uitkijktoren. Rond de schans ligt een watervoerende gracht die gevoed wordt door een lokale beek. De gereconstrueerde schans werd gebaseerd op de Leunse Schans.